# Jean-Luc Martinez
Pour les articles homonymes, voir Martinez.
Jean-Luc Martinez, né le 22 mars 1964, est un archéologue et historien de l'art français spécialisé dans la sculpture grecque antique. Ambassadeur thématique chargé de la coopération internationale dans le domaine du patrimoine, il fut précédemment président-directeur de l'établissement public du musée du Louvre de 2013 à 2021.

## Biographie

### Origine et parcours
Fils d'une concierge et d'un postier, il étudie au lycée Pablo-Picasso de Fontenay-sous-Bois. Diplômé de l'École du Louvre (EDL), agrégé d’histoire en 1989, il est membre de l’École française d'Athènes (EfA) de 1993 à 1996 et fouille Délos et Delphes. Il enseigne l'archéologie à l'Institut catholique de Paris, puis à l'université Paris X-Nanterre. Il devient en 1997 conservateur en chef du patrimoine au musée du Louvre, chargé des sculptures grecques antiques et enseigne à l'EDL. Par décret en date du 4 septembre 2007, il est intégré dans le corps des conservateurs du patrimoine à compter du 1er juin 2007.
Il dirige de 2007 à 2013 le département des Antiquités grecques, étrusques et romaines du musée du Louvre.
Il a conçu la Galerie du temps inaugurée en 2012 au sein du musée Louvre-Lens : année d'ouverture du musée.

### Présidence du musée du Louvre
En avril 2013, il est nommé président-directeur du musée du Louvre, succédant à Henri Loyrette.
En 2018, il est reconduit dans ses fonctions de président-directeur pour un deuxième mandat.

#### Expositions et fréquentation du musée
Le nombre d'expositions est réduit, certaines recevant une grande affluence, comme celle sur Johannes Vermeer ou l’exposition consacrée à Léonard de Vinci en 2019-2020 qui attire près de 1,1 million de visiteurs, un record dans l’histoire du musée du Louvre.
Après les attentats de 2015, le musée connaît une baisse de fréquentation, des moyens étant alors mis en place afin de sécuriser encore davantage les lieux. Mais le Louvre atteint en 2018 son record historique de fréquentation, dépassant la barre des 10 millions de visiteurs.

#### Réalisations
Durant sa présidence, les infrastructures d’accueil sous la Pyramide (billetterie, baggagerie et salles d’accueil des groupes) sont modernisées. Plus de la moitié des salles du Louvre, soit 34 000 m², sont rénové entre 2013 et 2021. D'autres modernisations interviennent : réservation en ligne avec créneaux horodatés permettant l'entrée en trente minutes et réduisant les longues files d'attentes d'accès au musée, installation du Wi-Fi, traduction renforcée de la signalétique, mise en ligne avec accès gratuit des collections, restauration et re-végétalisation du jardin des Tuileries.
D'autres espaces ou projets sont mis en place, comme la « Petite Galerie », espace consacré à l’histoire des arts, le Studio, consacré à la formation et à l’accueil des publics prioritaires, ainsi que les nocturnes gratuites le premier samedi du mois.
C’est sous son mandat que le musée du Louvre Abou Dabi est réalisé puis inauguré le 8 novembre 2017. Lors de son inauguration, le président Emmanuel Macron qualifie cette réalisation de « plus grand projet de coopération culturelle de la France à l'étranger».
Il décide de déménager les réserves du musée à Liévin, pour les protéger en cas d'inondation causée par une crue de la Seine. La réalisation du centre de conservation du Louvre à Liévin, est confiée au cabinet Richard Rogers. Le centre est inauguré en octobre 2019 et abrite 250 000 œuvres du Louvre.

#### Critiques et mises en cause
Sa gestion est critiquée par un certain nombre d'observateurs, en tête Didier Rykner, qui l'accuse entre autres d'embaucher et de promouvoir les cadres du Louvre au copinage, transformant son personnel en « armée mexicaine », inefficace et coûteuse. Il critique également les choix en matière d'expositions, de muséographie et parle de nivellement par le bas de la politique du musée, concernant par exemple les cartels ou les publications.
En 2020, Mediapart critique les conditions de l'acquisition par le Louvre d'une fresque de Tiepolo en mauvais état, et dont la provenance était incertaine, à un marchand italien qui a au même moment financé la publication d’un livre de Jean-Luc Martinez à l’EfA, laquelle a finalement restitué le versement en soupçonnant un conflit d’intérêts.
En 2022, il est mis en examen concernant les conditions d'acquisition de certaines pièces par le Louvre Abou Dabi.

### Après le Louvre
Il est candidat malheureux à un troisième mandat en 2021, mais Laurence des Cars est alors désignée pour lui succéder.
Nommé ambassadeur thématique en 2021, il est chargé de la coopération internationale dans le domaine du patrimoine. En 2022, le gouvernement retire à titre conservatoire à Jean-Luc Martinez la partie de sa mission liée à la lutte contre le trafic de biens culturels,.

### Rapports aux présidents de la République
Jean-Luc Martinez est l'auteur de plusieurs rapports.
À la suite des destructions du patrimoine en Syrie et en Irak, il remet en novembre 2015 au président François Hollande le rapport intitulé « Cinquante propositions françaises pour protéger le patrimoine de l'humanité »[source insuffisante]. Ce rapport est à l'origine de la création de l'Alliance internationale pour la protection du patrimoine dans les zones de conflit (ALIPH).
Après le discours d’Emmanuel Macron à Ouagadougou en 2017 et la restitution au Bénin de 26 œuvres des trésors royaux du Dahomey, le président commande à Jean-Luc Martinez un rapport sur la question des restitutions. Le rapport « Patrimoine partagé : universalité, restitutions et circulation des œuvres d’art – Vers une législation et une doctrine françaises sur les « critères de restituabilité » pour les biens culturels » est  remis en avril 2023. Ce rapport inspire plusieurs textes législatifs : la loi relative à la «restitution des biens culturels ayant fait l'objet de spoliations dans le contexte des persécutions antisémites perpétrées entre 1933 et 1945 », promulguée le 22 juillet 2023 et la loi relative à la « restitution des restes humains appartenant aux collections publiques », promulguée le 26 décembre 2023.

## Affaire de trafic d'antiquités
Le 23 mai 2022, il est mis en garde à vue dans le cadre d'une affaire de trafic d'antiquités et mis en examen peu de temps après pour « blanchiment et complicité d’escroquerie en bande organisée » ; il lui est reproché d’avoir manqué de vigilance face aux incohérences identifiées par la suite dans les certificats accompagnant une stèle en granit rose gravée au nom du pharaon Toutânkhamon et exposée au Louvre Abou Dabi, et quatre autres objets,,.
L'expert en antiquité Christophe Kunicki, qui propose la stèle de Toutânkhamon en 2016 à la commission d’acquisition du Louvre Abou Dabi, aurait été impliqué dans la vente du sarcophage doré du prêtre Nedjemankh au Metropolitan Museum de New York (Met), finalement rendue à l’Égypte en 2019 parce qu'elle aurait été volée en 2011 lors du soulèvement contre Hosni Moubarak. Le Louvre Abou Dabi se constitue partie civile.
En novembre 2022, l’avocat général de la chambre d’instruction de la cour d’appel de Paris requiert l’annulation de sa mise en examen. La mise en examen est confirmée vendredi 3 février 2023 devant la cour d’appel, puis devant la cour de cassation, malgré une demande d’annulation venant de l’accusation.   
Jean-Luc Martinez conteste fermement sa mise en cause et clame son innocence, contestant sa responsabilité dans les faits en question.
Il souligne les limites organisationnelles du système comme de la structure chargée des contrôles, l’Agence France-Muséums. Il assure que la vérification de l’authenticité des documents de provenance associés aux œuvres ne relève pas du périmètre de ses missions, et dénonce la faiblesse des moyens dont disposent les dirigeants des musées à ce sujet : « Aujourd’hui, les conservateurs n’ont pas cette capacité à faire des vérifications ». Il rappelle également que les faux tampons n’ont été identifiés comme tels qu’après une longue enquête de police aux États-Unis, déclenchée après l’affaire du Met.

## Ouvrages
- 2021 : Paris-Athènes Naissance de la Grèce moderne 1675-1919. Catalogue de l'exposition au musée du Louvre du 30 septembre 2021 au 7 février 2022, éditions du Louvre & Hazan
- 2021 : Collectif, Un âge d'or du marbre - La sculpture en pierre à Delphes dans l'Antiquité, édité par l'École française d’Athènes
- 2015, « Cinquante propositions françaises pour protéger le patrimoine de l'humanité » (rapport remis au président de la République)
- 2010 : La Grèce au Louvre, Somogy
- 2009, avec Isabelle Hasselin Rous et Ludovic Laugier : Izmir-Smyrne : Découverte d'une cité antique, Somogy
- 2007, avec Alain Pasquier : 100 chefs-d’œuvre de la sculpture grecque au Louvre, Somogy
- 2007 : La Grèce classique au Louvre : chefs-d’œuvre des Ve et IVe siècles av. J.-C., Tokyo 17 juin-20 août, Kyoto 5 septembre-5 novembre, Nippon Television Netwwork edition
- 2007, avec Alain Pasquier : Praxitèle. Catalogue de l'exposition au musée du Louvre, 23 mars-18 juin 2007, éditions du Louvre & Somogy
- 2007 : Smyrne/Izmir, portrait d’une ville au travers des collections françaises, Izmir 9 octobre- 30 novembre 2006, Centre culturel Français d'Izmir
- 2004 : Les Antiques du Louvre. Une histoire du goût d’Henri IV à Napoléon Ier, Fayard
- 2004 : Les Antiques du musée Napoléon. Édition illustrée et commentée des volumes V et VI de l’inventaire du Louvre de 1810, RMN, collection « Notes et Documents »
- 2001 : La Corè de Samos avec Jacqueline de Romilly et Jacques Lacarrière, Somogy
- 2001 : Les Dieux grecs, petit dictionnaire illustré, RMN
- 2000 : Beau comme l’Antique, RMN
- 2000 : La Dame d'Auxerre, RMN

## Décorations
- Chevalier de la Légion d'honneur, 31 décembre 2015[43]
- Commandeur de l'ordre des Arts et des Lettres, 2021[44]. Officier en 2011[45]
- Siècle d'or avec collier (Bulgarie - 2015)[46]
- Commandeur de l'ordre de l'Honneur (Grèce) (2021)